# 芹沢南
芹沢 南（せりざわ みなみ、1996年7月16日 - ）は、日本のグラビアアイドル・女優。2018年1月15日まではスパイラルミュージック所属の女性アイドルグループ「＃ドルーチュ」（ハッシュドルーチュ）のメンバーとして活動していた。
東京都出身。Production-I所属。

## 略歴
アテナ音楽出版に所属していたが、2013年6月契約解除となった。アイドルユニット・SJC元メンバーでSJC解散後、2012年7月から危ない女の子シスターズ（AOS）のメンバーとして活動していたが、事務所契約解除に伴い脱退した。2015年9月、芸能事務所Production-Iにて芸能活動に復帰する事が決定した。
その後所属したアイドルグループ「＃ドルーチュ」は2018年1月15日をもって解散した。

## 人物
- 特技は、バスケットボール・クラシックダンス。
- 趣味は、マンガを読む事・友達と出掛ける。
- 同事務所の木乃下ののと仲が良い。

## 出演

### TV
- 秋葉原アイドルチャンネル（2011年9月9日、BS11）
- ポセイ丼（2010年、CSエンタ371）

### ラジオ
- GIRLS♥GIRLS♥GIRLS =flying high=「SPIRAL Radio」（2016年10月3日 - 、FM-FUJI）

### オリジナルビデオ
- 純粋ラプソディー2 走れ、ときめき少女 ザ・シスターズ（2010年1月26日、大洋図書） - 他の出演者：三花愛良、川上朝海、秋乃みずき、結城夏那、南亜弥伽、水月桃子、松田かすみ、葉月ユウナ

### 舞台
- 演劇機動隊アポロン公演「オネーチャンズ11」（2010年8月、高田馬場RABINEST）

## 作品

### DVD
- はじめまして 芹沢南 12歳 中1（2009年8月21日、サンクチュアリ）
- Jr. castle（2009年10月23日）
- 芹沢南 13歳 中1 南ちゃんの部活天国（2010年1月22日、サンクチュアリ）
- 芹沢南 13歳 中1アイ☆ドール・メイド みなみ（2010年4月9日、サンクチュアリ）
- 芹沢南 13歳中2 ミナミウインドー（2010年8月13日、サンクチュアリ）
- 芹沢南 14歳中2 時をはしる少女（2010年11月12日、サンクチュアリ）
- 芹沢南 14歳中2 僕の妹がこんなに可愛い訳（2011年2月4日、サンクチュアリ）
- 芹沢南 14歳中3 おにいちゃんのことなんてまったくもって好きじゃないんだからね!!!!（2011年5月13日、渋谷ミュージック）
- 芹沢南 14歳中3 僕の妹がこんなにかわいい訳 〜僕が妹と沖縄の海にきちゃった訳〜 （アニメコスプレシリーズvol.10）（2011年9月16日、渋谷ミュージック）
- 芹沢南 ミナミとテストとFクラス（2011年12月2日、渋谷ミュージック）
- ブヒロデオ スポーツフィットネス全部ロデオSP〜しっかりウエストダイエット〜（2012年1月31日、渋谷ミュージック）
- 芹沢南 15歳中3 卒業作品ぜんぶスクール水着SP（2012年3月17日　渋谷ミュージック）
- 芹沢南 15歳中3 卒業作品ぜんぶ競泳水着SP（2012年3月17日　渋谷ミュージック）
- 芹沢南 15歳高1 @Crepe（2012年6月16日、アテナ音楽出版）
- ミスアテナ2012vol.1 必要なのは唐揚げとギュウ乳（2012年9月22日、アテナ音楽出版）
- プリンセスオールスター（2012年12月10日、ゼウス）
- 総集編Z＋未公開シーン（2013年4月13日、アテナ音楽出版）
- アイドルロデオ vol.4（2013年8月10日、アテナ音楽出版）
- アイドルエイド vol.01（2013年9月14日、アテナ音楽出版）

複数
- ☆はっぴークリスマス★（2009年12月18日、サンクチュアリ） - 他の出演者：三花愛良、櫻井あや、広瀬リリナ、長谷川にか、大谷彩夏、高岡未來
- ドキドキ・バレンタイン大作戦 〜恋する女子8人〜（2010年2月5日、サンクチュアリ） - 他の出演者：三花愛良、葉月めぐ、桃瀬なつみ、櫻井あや、長谷川にか、高岡未來、大谷彩夏
- （未公開映像集）白水着スペシャル （2011年2月23日、渋谷ミュージック）他の出演者：三花愛良、高岡未來、櫻井あや、長谷川にか、広瀬リリナ、大谷彩夏
- 東京どっかん vol.2（2011年11月18日、エンジェル）共演：水野舞、高岡未來、佐々木みゆう、香坂まや
- 芹沢南&安藤穂乃果 俺僕×NEWスーパーサービス（2012年5月19日、アテナ音楽出版）共演:安藤穂乃果
- 2013年 アキバオンステージ クリスマススペシャル（2013年12月21日、アテナ音楽出版）共演:末永みゆ、宮沢春香、三花愛良